# Aljoša Asanović
Aljoša Asanović, född 14 december 1965 i Split, Kroatien, SFR Jugoslavien
, är en kroatisk före detta fotbollsspelare och senare tränare.

## Karriär

### Klubblag
Asanović startade sin karriär i Hajduk Split där han gjorde debut 1984. Efter sex år så flyttade han till Frankrike för spel med Metz, Cannes samt Montpellier. Han värvades tillbaka till Hajduk Split 1994 när klubben storsatsade för att som första kroatiska lag nå Champions League. I bortsett från Asanović värvade klubben bland annat Igor Štimac, Tonči Gabrić och Goran Vučević.
Hajduk nådde spel i Champions League, och Asanović gjorde två mål i den avgörande playoff-matchen mot Legia Warszawa. I gruppspelet gjorde han även ett mål mot Steaua București. Hajduk Split gick hela vägen till kvartsfinal där man åkte ut mot blivande mästarna Ajax. Under säsongen vann Hajduk även den kroatiska ligan samt cupen.
Efter en utlåning till spanska Real Valladolid så skrev Asanović på för Derby County i januari 1996, tillsammans med sin landsman Igor Štimac. Där stannade han två säsonger och gjorde 38 matcher i ligan innan han lämnade för Napoli. Han kom senare även att spela i Panathinaikos, Austria Wien och Sydney United innan han återvände en tredje och sista gång till Hajduk Split, där han avslutade karriären.

### Landslag
Aljoša Asanović gjorde debut i Kroatiens första landskamp, sedan landet blev självständigt från det forna Jugoslavien. Matchen spelades 17 oktober 1990 mot USA och Asanović blev den historiska första målskytten i 2-1-segern. Asanovic deltog både i EM 1996 och VM 1998, där landet vann brons.
Totalt gjorde Asanović 62 landskamper och fyra mål för Kroatien.